# Lac Atcimocic
Lac Atcimocic är en sjö i Kanada.   Den ligger i regionen Lanaudière och provinsen Québec, i den sydöstra delen av landet, 250 km nordost om huvudstaden Ottawa. Lac Atcimocic ligger 454 meter över havet. Arean är 0,21 kvadratkilometer. Den ligger vid sjöarna  Lac Kate och Lac Solignac. Den sträcker sig 1,2 kilometer i nord-sydlig riktning, och 0,4 kilometer i öst-västlig riktning.
I omgivningarna runt Lac Atcimocic växer i huvudsak blandskog. Trakten runt Lac Atcimocic är nära nog obefolkad, med mindre än två invånare per kvadratkilometer.